# Stanisław Rybicki (malarz)

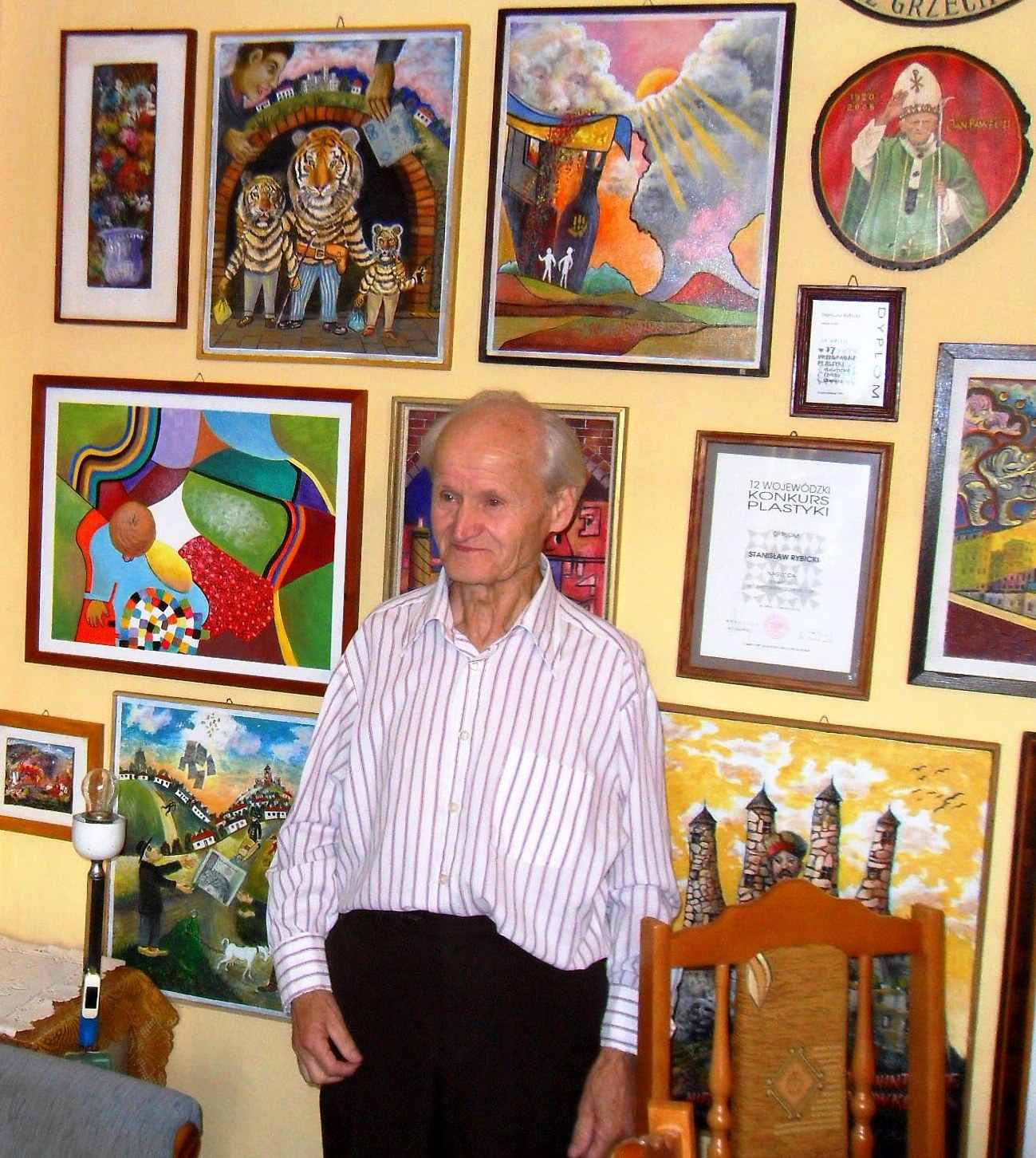
Artysta w swoim domu w Ustrobnej latem 2010

Stanisław Rybicki (ur. 8 października 1927 w Ustrobnej, zm. 9 lutego 2019) – polski malarz samouk, artysta amator z  nurtu sztuki naiwnej.
Syn Franciszka i Marii z Filarów, od urodzenia związany z Ustrobną; tam mieszkający i tworzący. Stanisław Rybicki to także scenograf i konstruktor maszyn rolniczych, których używał we własnym gospodarstwie oraz autor „świętych obrazów”, ikon i wierszy. Wystawiał swoje prace malarskie w ośrodkach kulturalnych, zarówno w kraju, jak i za granicą. Był wielokrotnie nagradzany za interesujące malarstwo (przykładowo w przeglądach plastyki organizowanych przez Dom Kultury w Krośnie – dziś Regionalne Centrum Kultur Pogranicza – gdzie otrzymał pierwsze nagrody w latach 2007, 2008 i 2010).
Dzieła Stanisława Rybickiego poruszają zagadnienia filozoficzne, polityczne, regionalne, historyczne, patriotyczne (symboliczne) oraz religijne. Jego prace znajdują się m.in. w zbiorach kolekcjonerów prywatnych z Polski, Austrii, Francji, Niemiec i USA.